# Krzysztof Chrapek
Krzysztof Chrapek, né le 7 octobre 1985 à Czechowice-Dziedzice, est un footballeur polonais. Il occupe actuellement le poste d'attaquant au LKS Jawiszowice. 

## Biographie

### Débuts professionnels au Podbeskidzie
En janvier 2006, Krzysztof Chrapek est transféré au Podbeskidzie Bielsko-Biała, club de deuxième division. Il fait ses débuts en équipe première le 25 mars contre la Śląsk Wrocław, et marque son premier but pour le Podbeskidzie contre le KSZO Ostrowiec Świętokrzyski en fin de match, donnant la victoire à son équipe. Avec le temps, Chrapek gagne sa place de titulaire, et devient même l'attaquant numéro un du Podbeskidzie. Muet devant le but en 2008, il se remet à marquer la saison suivante, et se place sur la troisième place du classement des buteurs, loin derrière Ilijan Micanski et ses vingt-six réalisations.

### En première division avec le Lech Poznań
Le 10 juillet 2009, il signe un contrat de quatre ans avec le Lech Poznań. Le 25 juillet, il y joue son premier match en Supercoupe de Pologne contre le Wisła Cracovie, remplaçant Hernán Rengifo à vingt minutes de la fin. En Ekstraklasa, il fait ses débuts lors de la victoire trois à un de Poznań sur le Piast Gliwice. Utilisé lors de quelques matches par Jacek Zieliński, Chrapek se blesse assez gravement lors d'un match joué avec l'équipe réserve, le 10 octobre, et doit être éloigné des terrains pendant plusieurs mois à la suite d'une rupture du ligament croisé. Finalement, il fait son retour au mois de mars, et réintègre progressivement l'équipe première, qui remporte le championnat. Barré devant par Artjoms Rudņevs ou Joël Tshibamba, il est prêté en décembre 2010 au Piast Gliwice, club de deuxième division. Cependant, peu après son départ, il subit une rupture du tendon d'Achille, et son prêt est finalement annulé. De retour à Poznań, Chrapek met fin à sa saison, et doit revenir à l'été 2011.

## Palmarès
- Vainqueur de la Supercoupe de Pologne : 2009
- Champion de Pologne : 2010